# Oberseetal

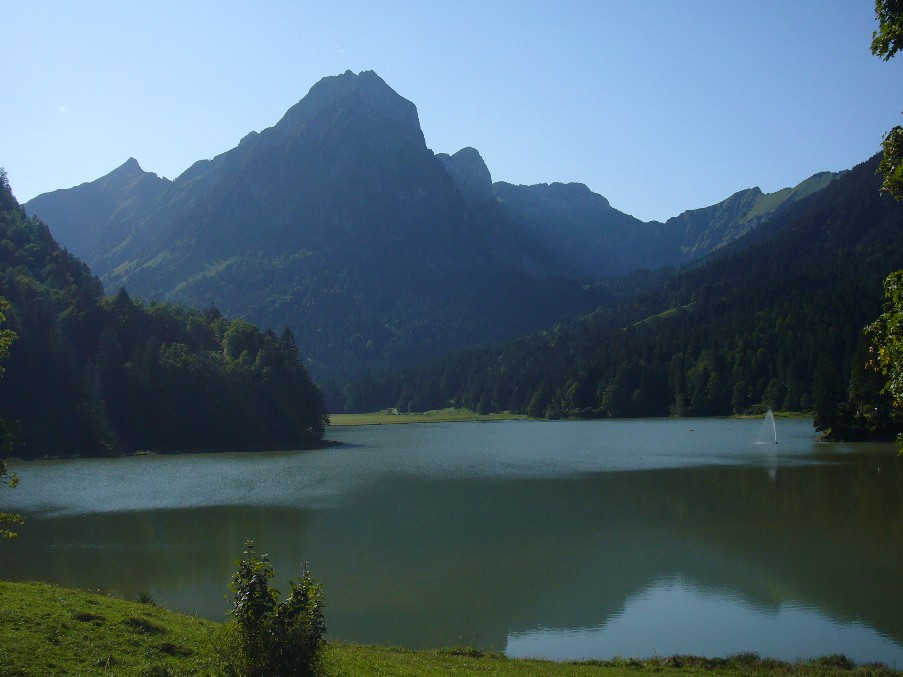
Obersee und Brünnelistock

Das Oberseetal ist eine Talschaft im Schweizer Kanton Glarus. Das Tal beginnt in den Schwyzer Alpen am Längeneggpass auf 1818 m ü. M. und wird vom Sulzbach durchflossen. Links des Bachs befindet sich die Sulzalp. Ansonsten ist die Talschaft weitgehend bewaldet und enthält den Obersee auf 983 m ü. M. (nicht zu verwechseln mit dem Obersee des Zürichsees), der ihr den Namen gibt. Von Näfels aus führt eine 3.-Klass-Strasse am Obersee vorbei zur Sulzalp. Bei diesem kleinen Bergsee liegt östlich die Niderseealp auf 1013 m ü. M.
Der Obersee enthält keinen sichtbaren Abfluss. Am Nordostende des Tals liegt ein Sumpfgebiet mit dem Haslensee. Nebenan entspringt die Rauti.